# Kalotaszegi festőasztalosok

## Festőasztalosok

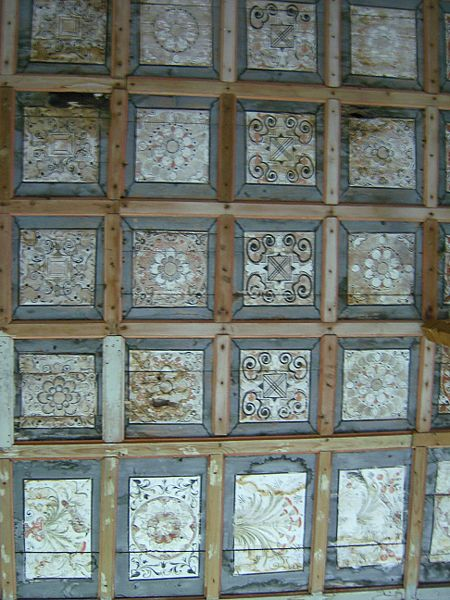
Gyalui Asztalos János magyarbikali fakazettái

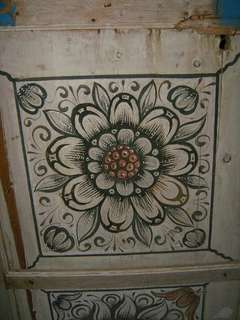
Felvinci mester magyarvalkói festett virága

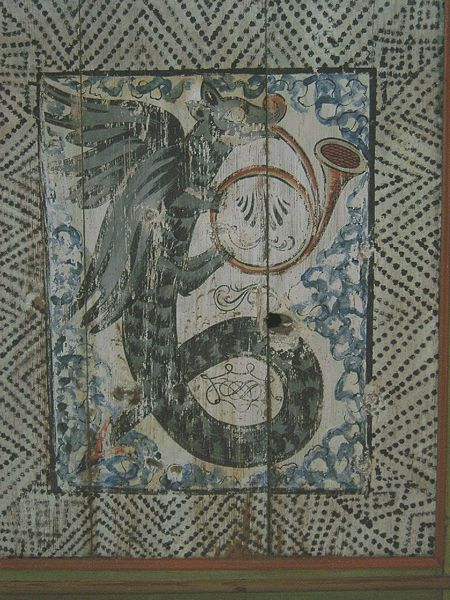
Idősebb Umling Lőrinc festett kazettája a kalotadámosi templomából.jpg

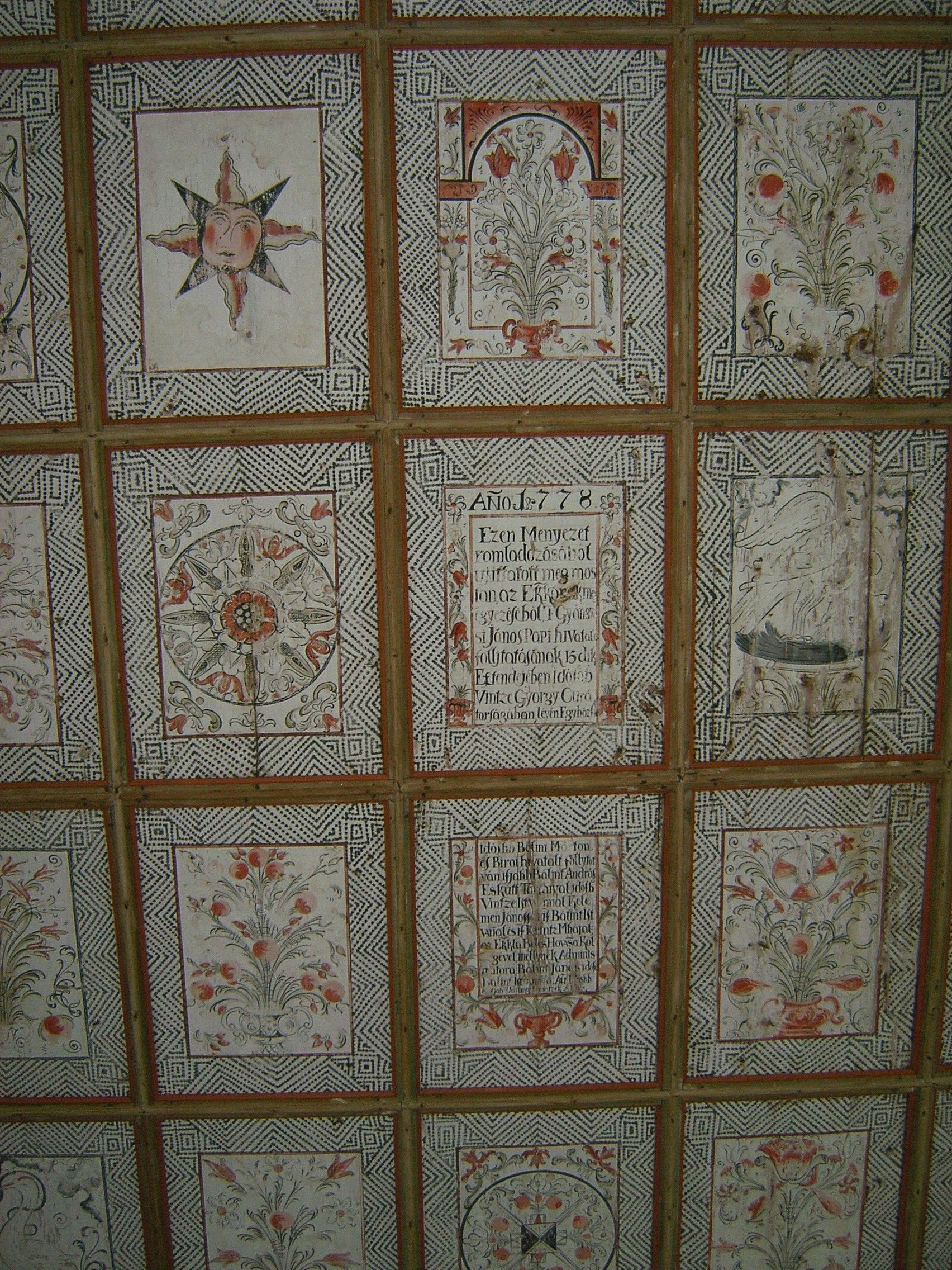
Ifjabb Umling Lőrinc festett kazettái Magyarvalkó templomában

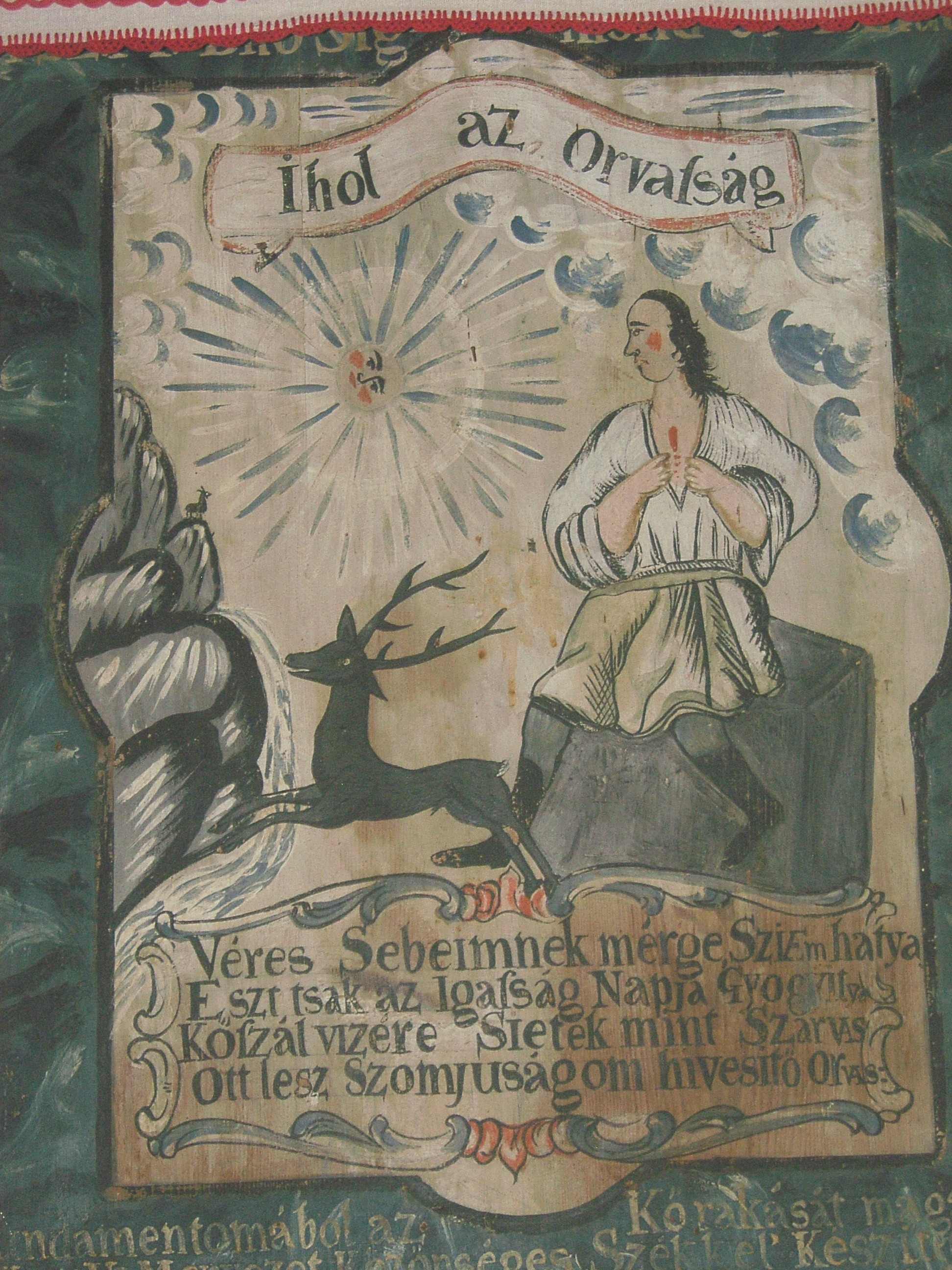
Umling János festett táblája a magyarbikali református templomban

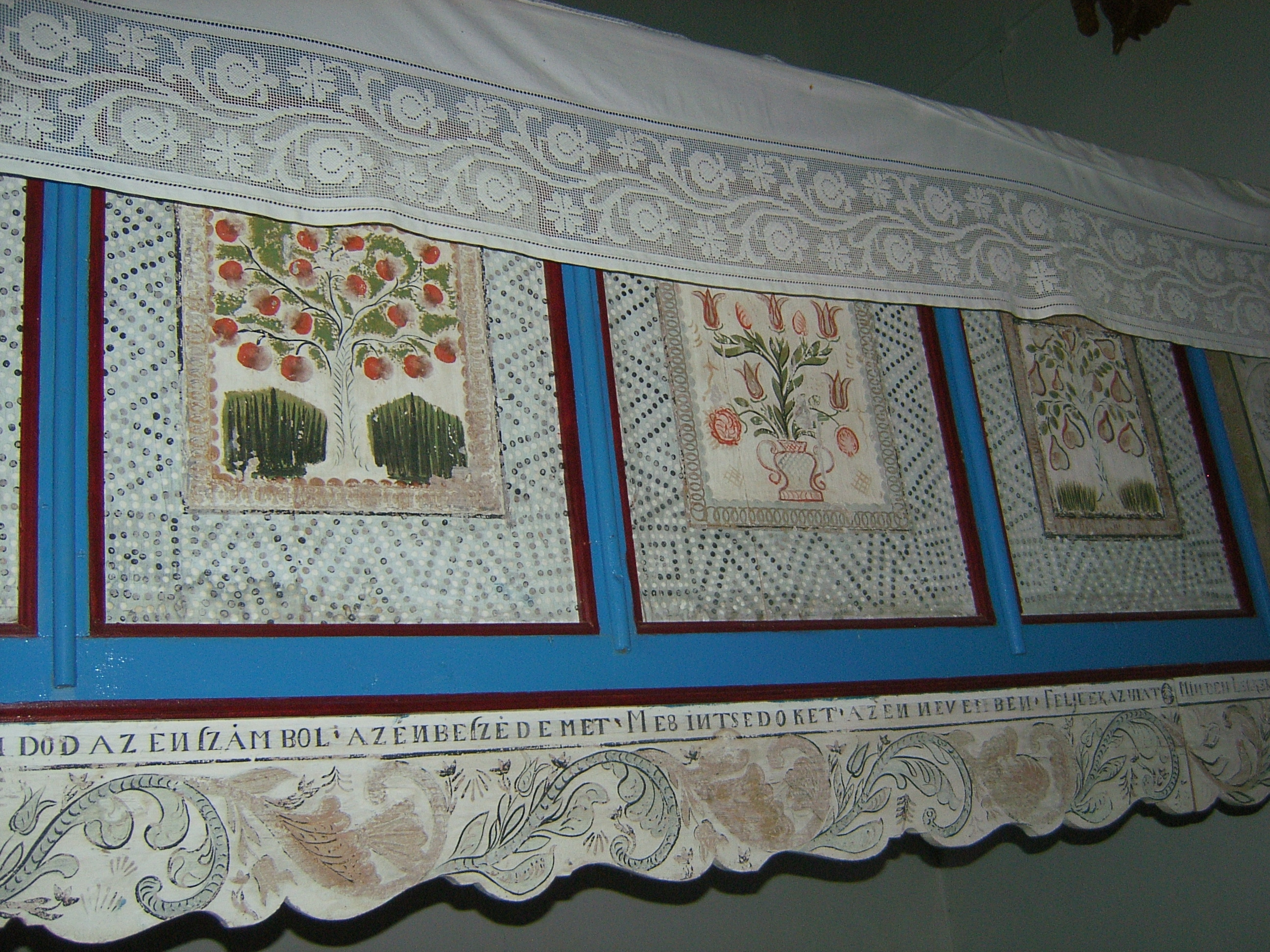
Eperjesi Nagy András festett táblái a Gyerővásárhelyi templomban

A festőasztalos elnevezés Voith Pál művészettörténésztől származik. Az asztalosmunkát és díszítőfestést egyaránt végző iparosok önmagukat általában asztalos foglalkozásnévvel illették, mivel képzettségükre nézve asztalosok voltak. Speciális, kettős mesterségüket nem önálló céhben, hanem többnyire asztaloscéh-szervezetek keretén belül gyakorolták. Tombor Ilona 126 templomban dolgozó mester nevét tette közzé 1968-ban írt könyvében, ám azóta ez a szám gyarapodott.
Egy-egy műhely vagy mester működési területének nagysága a fennmaradt nevek vagy a jellegzetes stílusjegyek alapján körvonalazódik és általában egy-két megyényi területre terjedt ki, de vándorlásaik során eljuthattak távoli vidékekre is.
Nagyobb erdélyi festőasztalos műhelyek: Umling család (Kalotaszeg, Mezőség), Rössler család (Szászföld), Pataki Asztalos János (Partium, Szilágyság), Gyalui Asztalos János (Kalotaszeg), Sütő család (Székelyföld), Felvinci mester (Kalotaszeg).

## Gyalui Asztalos János
Gyalui Asztalos János XVII. század végén, 18. század elején élt Gyaluban (románul Gilău, németül Julmarkt), festő és asztalos volt.

## Felvinci mester
Felvinci mester 17. század végén, 18. század legelején élt, Segesvári (románul Sighișoara, németül Schäßburg, latinul Stenarum) festő és képíró volt.

## Umling család
Az Umling család leghíresebb tagja, Idősebb Umling Lőrinc (Szászkézdről származó, kolozsvári festőasztalos a XVIII. századból. Fiaival, ifjabb Lőrinccel és Jánossal szinte valamennyi kalotaszegi templomban dolgoztak.

## Kövendi Asztalos János
Kövendi Asztalos János idősebb Umling Lőrinc céhtársa volt. Kolozsvárott, a Monostor negyedben lakott. 1759-ben az asztaloscéh atyamestere volt. A bábonyi református templom karzatán olvashatjuk a nevét.

## Asztalos Boka János
Asztalos Boka János az ifjabb Umlingok céhtársa volt. A komáromi származású mester 1770-ben lett Kolozsvár polgára. 1777-ben a szucsági református templomban készített padot, melyek egyike a nevét is őrzi. Dolgozott 1777-ben Kolozsvárott, Rhédey Mihály építkezésén és készített reneszánsz ládát a Pákey család részre.

## Asztalos Tamási János
Asztalos Tamási János a gyerővásárhelyi templom mennyezetén festett táblákat 1771-ben követve az Umlingok díszítőstílusát.

## Simon György
Simon György az ifjabb Umlingok követője. Zemplén megyéből érkezett Kolozsvárra, ahol 1783-ban lett polgár. 1794-ben Bogártelkén dolgozott. Legényeivel a famennyezetet és a karzatot készítették el.

## Eperjesi Nagy András
Eperjesi Nagy András a gyerővásárhelyi templom karzatán festett át nyolc táblát 1831-ben követve az Umlingok díszítőstílusát.

## Varga László
Varga László 1834-ben a körösfői templom átalakításakor mennyezeti és karzat táblákat festett az Umling minták utánzására törekedve. Festett képei közé Gyalui Asztalos János motívumai is belekeveredtek. Munkáit Magyargyerőmonostoron is megtaláljuk 1846-ból.